# Nicolás Ambrosio Garro y Arizcun
Nicolás Ambrosio de Garro y Arizcun, marqués consorte y viudo de las Hormazas (Madrid, 7 de diciembre de 1747-ibídem, 20 de abril de 1825), fue un político español, director del Banco de San Carlos y ministro interino en tres ocasiones.

## Vida
Fue hijo de Ambrosio Agustín de Garro y Micheltorena (1703-1785), caballero de Santiago, del Consejo de S.M. en el Consejo de Hacienda, Presidente del Tribunal de la Contaduría Mayor, Tesorero del Infante Don Luis desde 1736, natural de Elizondo (Navarra), y de María Josefa de Arizcun e Irigoyen, su mujer, hija a su vez de Francisco de Arizcun y Mendinueta, II marqués de Iturbieta, natural también de Elizondo, y de María Josefa de Irigoyen y de la Fuente, natural de la Puebla de los Ángeles en la Nueva España. Formaba parte una red familiar de prósperos asentistas, sobre todo navarros, que alcanzaron preponderancia en la Administración borbónica como los Arizcun, Pontejos, Goyeneche, Mendinueta, Valdeolmos, etc. 
Al morir su padre en 1785 le sucedió en la tesorería, pero este empleo fue fugaz pues el Infante murió ese mismo año.
Casó en Madrid, el 29 de octubre de 1767 con María Joaquina de Robles y Cogonari, III marquesa de las Hormazas, de la que enviudó en 1802.
Nombrado para servir en propiedad la Secretaría de Estado y del Despacho de la Real Hacienda el 27 de junio de 1797, fue cesado en noviembre siguiente.
Secretario de Hacienda interino del 2 de noviembre de 1809 al 2 de julio de 1810, Secretario de Marina interino durante la ausencia del titular, del 10 de enero al 2 de julio de 1810, y Secretario de Estado interino, del 31 de enero al 20 de marzo del mismo año.
En 1814 recobró su puesto en el Consejo de Estado, y en 1819 recibió la Gran Cruz de la Orden de Carlos III.